# Elezioni politiche a San Marino del 1955
Le elezioni politiche a San Marino del 1955 si tennero il 14 agosto per il rinnovo del Consiglio Grande e Generale.

## Sistema elettorale
Sono elettori i cittadini sammarinesi maschi maggiori di 24 anni (suffragio universale maschile).

## Risultati
| Partito Democratico Cristiano Sammarinese  | 2 006 | 38,25 | 26 |  |  |  |
| Partito Comunista Sammarinese              | 1 656 | 31,57 | 19 |  |  |  |
| Partito Socialista Sammarinese             | 1 338 | 25,51 | 16 |  |  |  |
| Partito Socialista Democratico Sammarinese | 245   | 4,67  | 2  |  |  |  |
| Totale                                     | 5 245 | 100   | 60 |  |  |  |
|                                            |       |       |    |  |  |  |
| Voti non validi                            | 118   | 2,20  |    |  |  |  |
| Votanti                                    | 5 363 | 70,07 |    |  |  |  |
| Elettori                                   | 7 654 |       |    |  |  |  |

La maggioranza venne costituita da PCS e PSS.